# Lennart Göthberg
Lennart Jakob Alfred Göthberg, född 5 september 1920 i Uddevalla församling, Göteborgs och Bohus län, död 7 december 1946 i Bromma församling, Stockholms län, var en svensk kulturjournalist, litteraturkritiker och översättare.

## Biografi
Lennart Göthberg var son till kyrkoherden Johan Alfred Göthberg och Hedvig Martha Elisabeth, född Peterson. Han tog studentexamen 1940 och medarbetade i Göteborgs Morgonpost och Stockholms-Tidningen, men blev framför allt känd som tongivande redaktionsmedlem av tidskriften 40-tal.
Bland Göthbergs utgivning återfinns en studie över Hjalmar Gullbergs författarskap (1943), samt antologin Den religiösa lyriken (1944), där Göthbergs kristna åskådning framkommer. Han svarade även för urvalet i essäsamlingen Vad är en klassiker? av T.S. Eliot, som utkom på svenska 1948. "Som en av den inbrytande 40-talismens tidigaste förkämpar [och] uttydare, [från] kristlig utgångspunkt men [med] stor vidsynthet, blev [Göthberg] en centralgestalt i decenniets kulturdebatt."
Göthberg avled i en bilolycka 1946. Han är begravd på Harplinge kyrkogård.

### Medverkande
- Den religiösa lyriken: från Viktor Rydberg till nu: läsebok för skola och hem, red. (Uppsala: Lindblad, 1944)
- T.S. Eliot, Vad är en klassiker? och andra essayer, red.; övers. Daniel Andreæ (Stockholm: Norlins, 1948)

### Översättningar
- Kaj Munk, Himmel och jord (Himmel og jord) (Rabén & Sjögren, 1944)
- Albert E. Idell, Den stora sommaren (Centennial summer), övers. tillsammans med Ingrid Rääf (Stockholm: Natur & Kultur, 1944)
- Ernst Harthern, Äntligen hemma (Home at last) (Stockholm: Natur & Kultur, 1944)
- Eivind Berggrav, Folkdomen över förrädarna: vad kräver rätten? (Stockholm: Diakonistyrelsen, 1945)
- Eivind Berggrav, Klar kamp: minnen och samtal från ockupationen (Når kampen kom) (Stockholm: Svenska kyrkans diakonistyrelses bokförlag, 1945)
- Fredrik Ramm, Av kristen rot (Av kristen rot) (Stockholm: Svenska missionsförbundet, 1945)